# 考科·迈基宁
考科·迈基宁（芬蘭語：Kauko Mäkinen，1927年7月20日—1968年8月5日），生于坦佩雷，芬兰男子冰球运动员。他曾代表芬兰国家队参加1952年冬季奥林匹克运动会冰球比赛，获得第7名。